# Crema Football Club 1925-1926
Questa pagina raccoglie le informazioni riguardanti il Crema Football Club nelle competizioni ufficiali della stagione 1925-1926.

## Rosa
| N. |                   | Ruolo | Calciatore         |
| -- | ----------------- | ----- | ------------------ |
|    | Italia (bandiera) | C     | Renato Aschedamini |
|    | Italia (bandiera) | A     | Bianchessi         |
|    | Italia (bandiera) | C     | Giacomo Bruschieri |
|    | Italia (bandiera) | D     | Cerri              |
|    | Italia (bandiera) | D     | Cuti               |
|    | Italia (bandiera) | P     | Loris Desti        |
|    | Italia (bandiera) | A     | Fasoli             |
|    | Italia (bandiera) | A     | Mario Gazzi        |

| N. |                   | Ruolo | Calciatore      |
| -- | ----------------- | ----- | --------------- |
|    | Italia (bandiera) | A     | Mario Genzini   |
|    | Italia (bandiera) | D     | Giavaldi        |
|    | Italia (bandiera) | A     | Mocchioli       |
|    | Italia (bandiera) | A     | Moretti         |
|    | Italia (bandiera) | C     | Redaelli        |
|    | Italia (bandiera) | C     | Sanguanini      |
|    | Italia (bandiera) | A     | Quaranta        |
|    | Italia (bandiera) | D     | Antonio Vailati |